# Villers-la-Faye
Villers-la-Faye é uma comuna francesa na região administrativa da Borgonha-Franco-Condado, no departamento de Côte-d'Or. Estende-se por uma área de 5,85 km². Em 2010 a comuna tinha 393 habitantes (densidade: 67,2 hab./km²).